# ワレリヤ・ザイツェワ
ワレリヤ・ザイツェワ（ロシア語: Зайцева, Валерия、ラテン文字転写: Valeriya Zaytseva、1995年3月24日 - ）は、ロシアの女子バレーボール選手。ポジションはミドルブロッカー。ロシア代表。

## 来歴
- クラブチーム

ヴクチール出身。2014年、Proton-Saratovに入団し4年間プレーした。2018年、ロコモティブ・カリーニングラードへ移籍し、2020/21、2021/22シーズンのロシアスーパーリーグでは2連覇を果たした。
- 代表チーム

アンダーカテゴリーの代表として2013年、U-20世界選手権に出場し6位となった。2019年、シニア代表に初選出され、同年のネーションズリーグに出場した。

## 球歴
- ネーションズリーグ - 2019年

## 受賞歴
- 2023年　ロシアカップ　ベストスパイカー賞

## 所属クラブ
- Proton-Saratov（2014-2018年）
- ロコモティブ・カリーニングラード（2018-）